# Cajanus
Cajanus é um género botânico pertencente à família Fabaceae.